# گرساوان
گرساوان (به ترکی آذربایجانی: Gərsavan) یک منطقهٔ مسکونی در جمهوری آذربایجان است که در شهرستان یاردیملی واقع شده‌است.